# نه ممنون، قهوه مرا عصبی می‌کند
نه ممنون، قهوه مرا عصبی می‌کند (ایتالیایی: No grazie, il caffè mi rende nervoso) یک فیلم کمدی جالوی ایتالیایی است که در سال ۱۹۸۲ منتشر شد.

## گزیدهٔ بازیگران
- للو آرنا
- مادالنا کریپا
- ماسیمو تروئیزی
- آنا کامپوری
- کارلو مونی
- سرچو سُلی